# Pollimyrus pedunculatus
Pollimyrus pedunculatus är en fiskart som först beskrevs av David och Poll, 1937.  Pollimyrus pedunculatus ingår i släktet Pollimyrus och familjen Mormyridae. IUCN kategoriserar arten globalt som otillräckligt studerad. Inga underarter finns listade i Catalogue of Life.